# Institution sociale
Pour les articles homonymes, voir Institution.
 (janvier 2020).
Si vous disposez d'ouvrages ou d'articles de référence ou si vous connaissez des sites web de qualité traitant du thème abordé ici, merci de compléter l'article en donnant les références utiles à sa vérifiabilité et en les liant à la section « Notes et références ».
Une institution sociale est une structure sociale dotée d'une certaine stabilité et durabilité, dans le temps. Il s'agit d'un mode de régulation d'interactions sociales vouées à se reproduire ; les interactions vouées à se reproduire tendent à faire émerger des institutions sociales telles que le mariage, l'entreprise, l'école ou la famille, afin d'y réguler les interactions. Toute institution sociale se présente comme un ensemble de croyances, de normes, d'attitudes et de pratiques.

## Terminologie
Le terme « institution » provient du latin institutio équivalent à « ce qui est institué, règle ».

## Définitions
L'intérêt précurseur pour les institutions politiques émerge de façon significative avec Jean-Jacques Rousseau. À cette époque, il s'agissait plutôt des institutions formelles.
Le concept d'institution est fondateur pour la sociologie. Pour Émile Durkheim, il permet la construction de la sociologie comme une science sociale autonome : « On peut (…) appeler institutions, toutes les croyances et tous les modes de conduite institués par la collectivité. La sociologie peut être alors définie comme la science des institutions, de leur genèse et de leur fonctionnement ».
Les institutions sont des manières collectives d'agir et de penser, elles ont leur existence propre en dehors des individus. Pour Émile Durkheim, les faits sociaux ne sont pas naturellement et immédiatement intelligibles mais doivent être compris à travers l'expérimentation et les observations. De plus, les faits sociaux exercent une influence coercitive sur les personnes.
Fustel de Coulanges (1830-1889), professeur d'Émile Durkheim, avait analysé les institutions de la Grèce et de Rome. Pour lui, les institutions ont une solidité qui résiste aux siècles, aux croyances liées à leurs origines. La société est réglée par ses institutions.
Pour Marcel Mauss, une institution est un ensemble d'activités instituées que les individus trouvent devant eux. Ce qu'est la fonction de l'ordre biologique de même que la science de la vie est celle des fonctions vitales. La science de la société est la science des institutions. Une distinction existe d'avec la notion de fait social total. Le fait social total sert de principe méthodologique, l'institution est un terme suffisamment englobant pour définir la pluralité des objets de la sociologie, mais ne permet pas à lui seul de circonscrire un objet dans une perspective opératoire.
Pour Max Weber (1864-1920), fondateur de l'école allemande de sociologie, l'institution se rapproche de l'idée d'association, c'est un groupement dont les règlements statutaires sont octroyés avec un succès relatif à l'intérieur d'une zone d'action délimitante à tous ceux qui agissent d'une manière définissable selon les critères déterminés. C'est un régulateur des rapports sociaux. Le terme d'institutionnalisation est le processus qui tend à organiser les rapports aux modèles sociaux.
De même pour Bronislaw Malinowski (1884-1942), l'institution est également un groupement (ou ensemble de groupes sociaux) régi par des règles (normes, lois, droits administratifs ou coutumiers, codes, charte).
Pour Alfred Radcliffe-Brown (1881-1955), l'institution est le règlement (ou ensemble de règles) des groupes.
Pour Talcott Parsons (1902-1979), les institutions sont « toutes les activités régies par des anticipations stables et réciproques entre acteurs entrant en interaction ».
Erving Goffman (1922-1982) définit la notion d'institution totale comme un lieu de résidence et de travail où un grand nombre d'individus, placés dans la même situation, coupés du monde extérieur pour une période relativement longue, mènent ensemble une vie recluse dont les modalités sont explicitement et minutieusement réglées.
Exemples d'institutions totales : Prison, institut psychiatrique, équipage, monastère ou internat sont des expressions du modèle qui peuvent réduire fortement l'« espace libre » de l'individu.
Pour Cornelius Castoriadis (1922-1997), les institutions sont créées par un ensemble de « significations imaginaires sociales » qui se matérialisent dans des formations sociales et historiques. Les institutions sont traversées par des tensions entre les forces « instituées » qui maintiennent les institutions dans le temps et les forces « instituantes » qui viennent s'opposer au conservatisme des institutions et parfois les transformer ou les abolir. L'informatisation généralisée des rapports sociaux, le développement des réseaux, les références à des identités particulières ont contribué à affaiblir les institutions étatiques. Ces processus commencés depuis plusieurs décennies se sont depuis intensifiés. Le sociologue Jacques Guigou les a analysés comme une « résorption de l'institution » au profit d'une gestion des intermédiaires.

### L'approche deMaurice Hauriou
Maurice Hauriou présente les institutions comme des groupements humains dominés par une idée d'œuvre à accomplir — le maintien de l'ordre pour la police, la diffusion du christianisme pour l'Église ou l’accumulation de capital pour l’entreprise — une institution sociale est une entreprise dont l'idée domine tellement le personnel des agents qu'elle est devenue pour eux une œuvre à accomplir.
Il décompose l'institutionnalisation en cinq phases successives[réf. nécessaire] :
1. Une idée d'œuvre est lancée par quelques individus ;
2. Cette idée se propage et un groupe de gens aspire à sa réalisation ;
3. Cans ce groupe s'élève un pouvoir qui s'empare de la domination pour réaliser l'entreprise ;
4. Un débat s'engage et débouche bientôt sur une définition des rôles et des statuts ;
5. Enfin cette organisation devient une institution après une assez longue durée de rapports pacifiés en son sein.

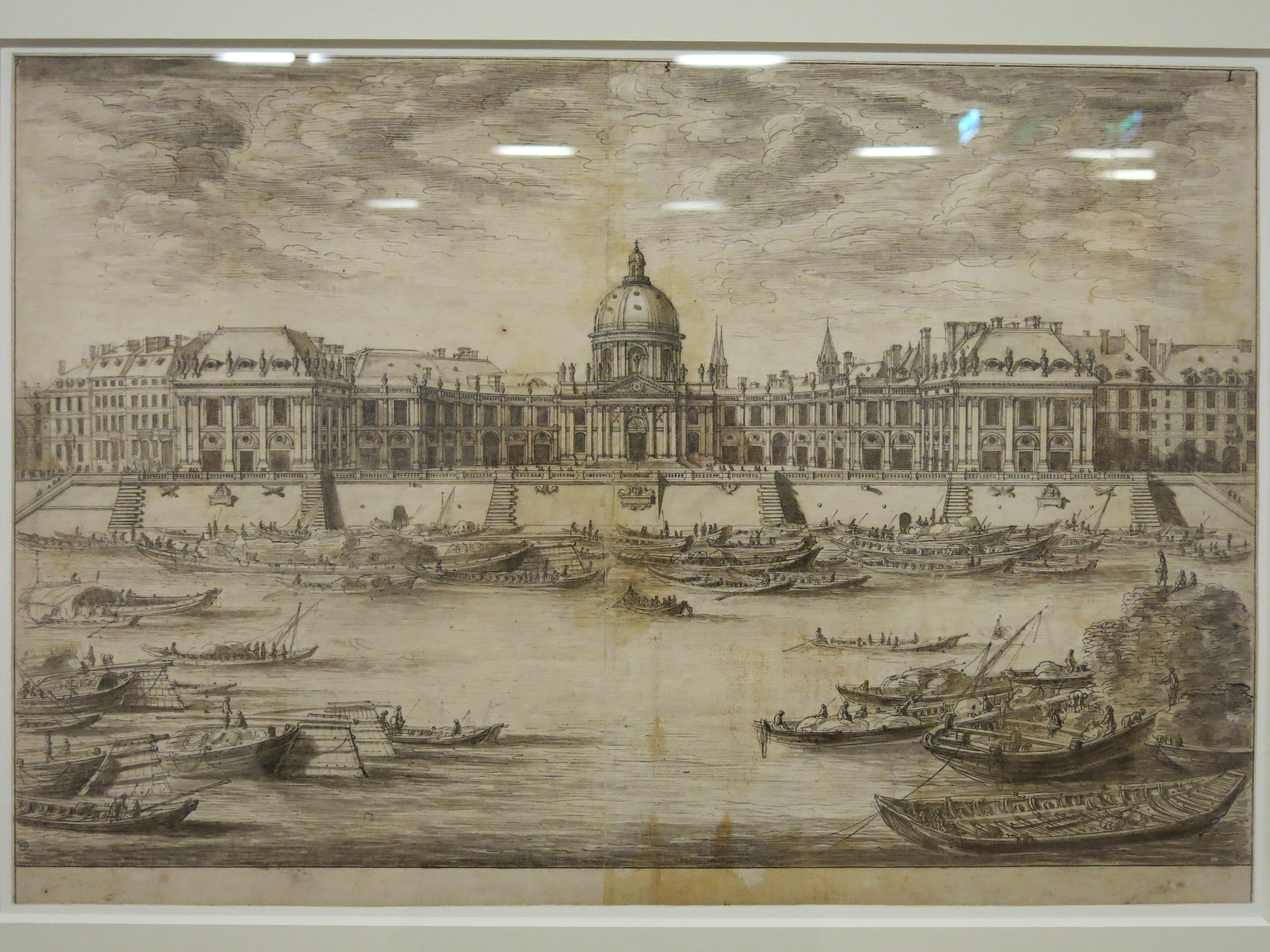
Israël Silvestre : le Collège des Quatre-Nations (actuellement occupé par l'Institut de France) à Paris, vers 1670 (Architecte : Louis Le Vau).

### John Rawls
Pour Rawls, l’institution n’est pas le moyen commun de réaliser une même fin, mais plutôt le moyen commun de réaliser des fins différentes. Les individus s’accordent pour mettre en place une institution, non pas parce qu’ils partageraient une même volonté que celle-ci permettrait de réaliser, mais plutôt parce que l’institution créée sera utilisée par chacun pour accomplir sa propre volonté, volonté qu’il ne partage pas forcément avec les autres membres de la société.
Exemple : l'étude de Mancur Olson (La logique de l’action collective) sur les syndicats démontre que l'adhésion se fait plus par souci d'améliorer sa situation personnelle (par le biais d'une plus grande sécurité ou de relations utiles) que de servir la cause défendue par le syndicat.

### Friedrich Hayek
En vieillissant, les institutions se comporteraient même comme de véritables organismes vivants, cherchant avant tout à se perpétuer. On peut rejoindre ici Friedrich Hayek (troisième tome de Droit, législation et liberté, Quadrige, 1995) dans une métaphore darwinienne où il décrit les institutions comme des êtres vivants engagés dans une lutte pour la survie. Lutte ne laissant réchapper que les mieux adaptées aux exigences de leur milieu.

### Institutions et actes de langage
John Langshaw Austin est le premier à avoir mis en évidence que les institutions sont étroitement liées aux actes de langage. Dans son fameux exemple du mariage, il montre que c'est seulement par certains actes de langage qu'un homme et une femme peuvent se marier, donc reproduire l'institution du mariage. Et il en est de même pour toute institution. Dans Ce que parler veut dire, Pierre Bourdieu admet l'importance fondamentale des actes de langage en sociologie, mais il souligne que les actes de langage ne sont pas des « paroles magiques » ayant des effets par eux-mêmes. Ces effets dépendent des conventions, normes sociales et des organisations présentes dans toute société. Pour John Searle, Austin et Bourdieu ont tous les deux raison, les institutions ne peuvent fonctionner sans actes de langage, et en contrepartie, les actes de langage nécessitent également des règles institutionnelles pour avoir des effets. Comme un jeu d'échecs, les institutions ont des règles constitutives (règles indispensables au fonctionnement) et des règles normatives (objectifs à atteindre) pour que les membres puissent prendre des décisions sur les actes (verbaux et non verbaux) à réaliser. Les institutions sont des systèmes de règles établies et reconnues en étant appliquées par les actes de langage des membres des divers groupements de leur société.

#### Anglophone
- Peter L. Berger, Thomas Luckmann (1966), The Social Construction of Reality: A Treatise in the Sociology of Knowledge, Anchor Books, Garden City, NY.
- Douglass C. North - Structure and Change in Economic History. New York: Norton Company, 1981.
- Douglass C. North (1990), Institutions, Institutional Change and Economic Performance. Cambridge University Press, Cambridge.
- Schotter, A. (1981), The Economic Theory of Social Institutions. Cambridge University Press, Cambridge.
- Jack Knight - Institutions and social conflict, Cambridge University Press 1992
- Robert E. Goodin, Hans-Dieter Klingemann, A New Handbook of Political Science
- Richard B. McKenzie, Gordon Tullock, The new world of economics: Explorations into the human experience. Irwin, Inc., Homewood Illinois 1981

#### Francophone
- Pierre Bourdieu, Ce que parler veut dire, Paris, Fayard, 1982.
- Fustel de Coulanges, La cité antique, 1864.
- Émile Durkheim, Les règles de la méthode sociologique, 1895.
- Marcel Mauss, La sociologie : objet et méthode, article écrit en collaboration avec Paul Fauconnet, 1901
- Max Weber,
- Talcott Parsons,
- Erving Goffman, Asiles. Études sur la condition sociale des malades mentaux et autres reclus, trad. de Liliane et Claude Lainé, Éditions de Minuit, Paris, 1979,  (ISBN 2-7073-0083-7)
- Peter L. Berger et Thomas Luckmann, La Construction sociale de la réalité, trad. de l'américain par Pierre Taminiaux ; préf. de Michel Maffesoli, trad de : Social construction of reality : treatise in the sociology of knowledge, Paris : Méridiens-Klincksieck, 1986
- Maurice Hauriou, Traité de droit administratif
- John Rawls, Théorie de la justice, Seuil, Point Essai
- Friedrich Hayek, Droit, législation et liberté, Quadrige, 2007,  (ISBN 2-13-056496-8)
- Friedrich Hayek, La Route de la servitude, Quadrige, 2002,  (ISBN 2-13-055318-4)
- John Searle, La construction de la réalité sociale, Paris, Gallimard, 1998.
- Laurent Fontaine, Paroles d'échange et règles sociales chez les Indiens yucuna d'Amazonie colombienne, L'Harmattan, 2008.
- Dictionnaire de sociologie, de R.Boudon, Ph. Besnard, M. Cherkaoui et B.P. Lécuyer, article de B.P. Lécuyer "institution"
- Cornelius Castoriadis, L'institution imaginaire de la société, Seuil, 1975.

#### Germanophone
- Peter L. Berger und Thomas Luckmann, Die gesellschaftliche Konstruktion der Wirklichkeit: eine Theorie der Wissenssoziologie, Frankfurt am Main : Fischer Taschenbuch, 1999
- Hartmut Esser, Soziologie. Spezielle Grundlagen'#. Band 5: Institutionen. Frankfurt a. M./New York: Campus 2000
- Arnold Gehlen, Der Mensch, Wiesbaden: UTB 1995
- Arnold Gehlen, Über die Geburt der Freiheit aus der Entfremdung, Gesamtausgabe Bd. 4, Frankfurt a. M. 1983
- Erving Goffman, Asyle, Frankfurt a. M.: Suhrkamp 1972 (zu Totalen Institutionen)
- Bernhard Schäfers (Hrsg.), Grundbegriffe der Soziologie. Opladen: Leske + Budrich, 4.Auflage 1995
- Gradinger, Sebastian (2006): Service Clubs - zur Institutionalisierung von Solidarität und Sozialkapital, Universität Trier.

#### Romanophone
- Douglass C. North - Instituţii, schimbare instituţională şi performanţă economică. Chişinău : Ştiinţa, 2003
- W. Richard Scott - Instituţii şi organizaţii. Bucureşti: Polirom 2004